# مصرف العراق
مصرف العراق هو مصرف عراقي حكومي، تأسس في بغداد حيث كان يسمى مصرف العراق الاشتراكي وتم تغيير اسمه إلى مصرف العراق بعد سقوط نظام صدام حسين.

## فروع المصرف
للمصرف عدد من الفروع في بغداد والمحافظات.